# Route 19 (Colombie-Britannique)

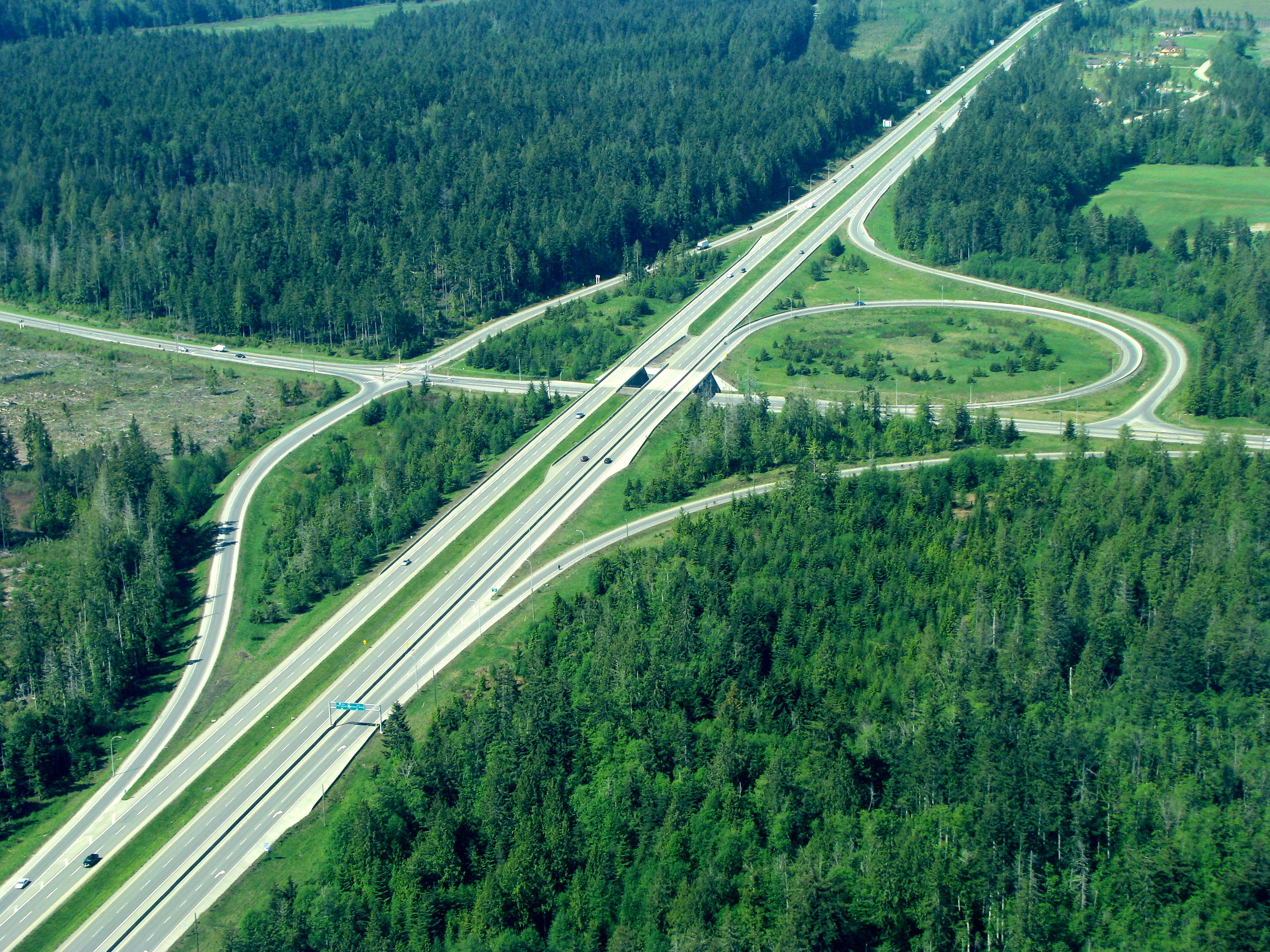
Sortie 60 de la route 19, échangeur vers la route 4 à Qualicum Beach

La Route 19 est la route sud / nord principale de l'Île de Vancouver entre Nanaimo et Port Hardy. Elle forme le majeur segment de la Island Highway avec la route 1 et la route 19A. Une telle route existe sur l'île depuis environ 1912. À l'origine, il s'agissait d'une route de gravier. Celle-ci agissait comme lien essentiel entre les communautés. La première route pavée a ouvert en 1953 entre Nanaimo et Campbell River pour ensuite être prolongée jusqu'à la pointe nord de l'île à la fin des années 1970. La longueur totale de la route est de 403 km (250 mi).

## Description du tracé

### Duke Point Highway
La route débute au quai de traversier de Duke Point. Le service relie l'endroit à Tsawwassen, au sud de Vancouver. La route se dirige d'abord vers le sud jusqu'à Cedar où elle bifurque vers l'ouest. Elle traverse la rivière Nanaimo et atteint la route 1 au sud de la ville.

### Multiplex avec la route 1
Après l'échangeur avec la route 1, les deux routes entament un court multiplex vers le nord. En direction nord, c'est juste avant l'intersection avec Cedar Road que la route 19 quitte le tracé de la route 1 via une bretelle.

### Nanaimo Parkway
Après avoir quitté le multiplex avec la route 1, la route 19 contourne la ville de Nanaimo par l'ouest sur la Nanaimo Parkway. Sur son parcours de 20 km (12 mi), elle possède quelques viaducs et peu d'intersections avec les routes locales. Elle est sous forme de voie rapide sans être une autoroute. Au sud de Lantzville, elle rejoint la Island Highway et devient cette autoroute en changeant de nom.

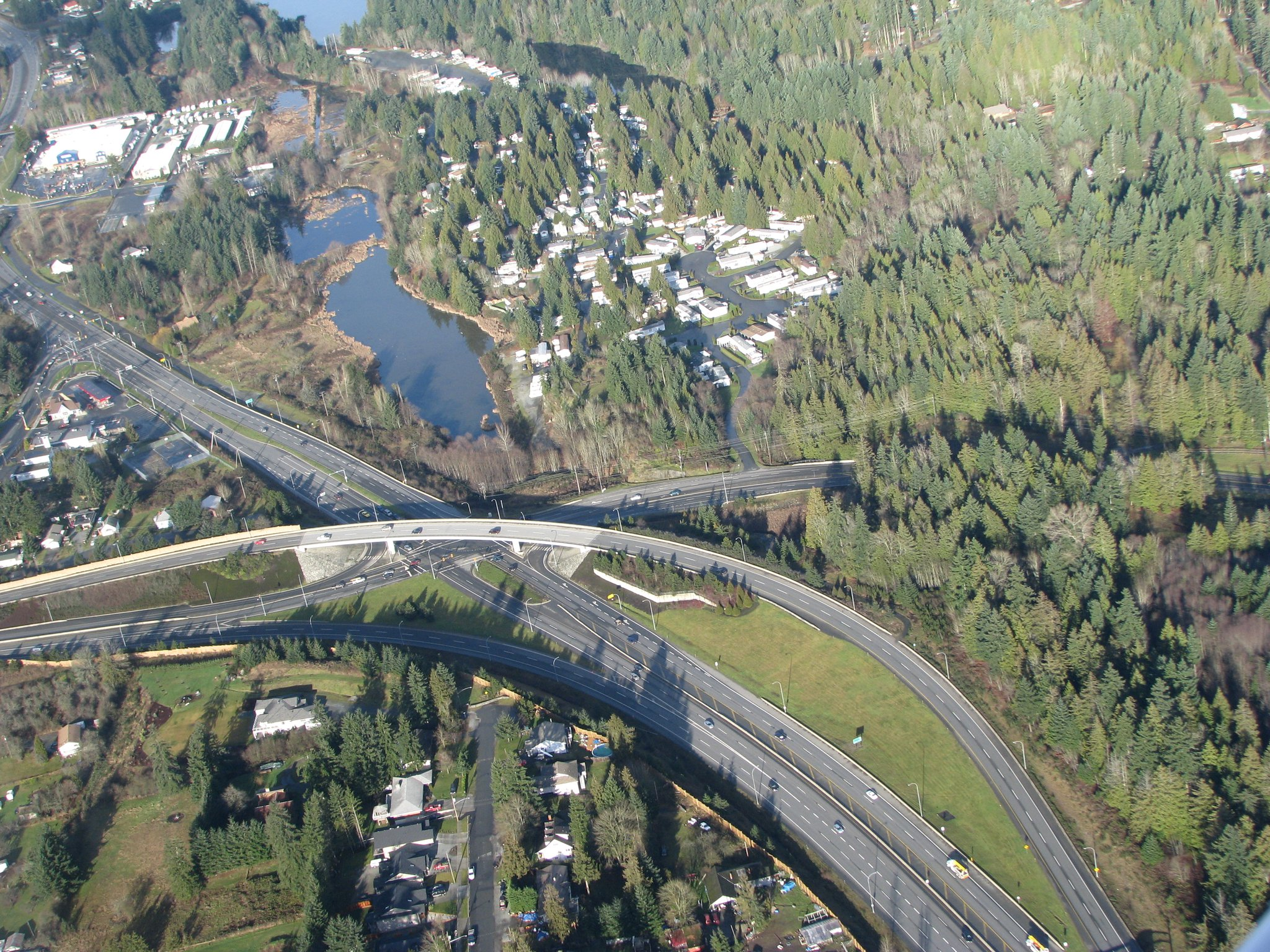
Bretelle entre la route 1 et la route 19 au sud de Nanaimo Parkway

### Island Highway
La Island Highway est une voie rapide de quatre voies se dirigeant vers le nord-ouest en suivant plus ou moins la côte du Détroit de Géorgie. Elle fait le lien entre Nanaimo et Parksville en ayant quelques intersections à niveau. Ce segment parcourt 16,4 km (10,2 mi).

### Inland Island Highway
Le segment de 128 km (80 mi) de la route 19 entre Parksville et Campbell River est connu comme la Inland Island Highway. Le tracé évite complètement les zones urbaines et alterne entre une voie rapide à quatre voies et une autoroute.
Débutant au sud de Parksville, la route se dirige vers l'ouest et le nord-ouest. Elle passe au sud de Qualicum Beach et de Dunsmuir. Sur ce segment, elle prend la forme d'une autoroute avec des échangeurs. Elle croise peu d'intersections ou d'échangeurs sur son trajet vers le nord-ouest. Elle passe à l'ouest de Courtenay et finit par atteindre Campbell River. Il s'agit de la première agglomération que la route traverse depuis Nanaimo. C'est aussi à cet endroit que la route cesse d'alterner entre voie rapide et autoroute. Elle devient une route à deux voies sur la majeure partie de son tracé au nord de la ville. 

### North Island
Après Campbell River, la route prend le nom de North Island Highway. Elle se dirige toujours vers le nord-ouest mais traverse des zones beaucoup plus boisées et moins urbanisées. La première communauté qu'elle rencontre depuis Campbell River est Woss, à 129 km (80 mi) au nord-ouest. De Campbell River jusqu'à Woss et de Woss aux environs de Port McNeill, 66 km (41 mi) plus loin, la route cesse de longer la côte et entre à l'intérieur de l'île. Aux alentours de Port McNeil, elle reprend son trajet plus près de la côte. 
Elle croise plus loin le terminus de la route 30 et continue son trajet vers le nord-ouest. À l'intersection avec Douglas Street, elle bifurque vers le nord plutôt que de continuer vers le nord-ouest pour entrer dans la ville de Port Hardy. Elle atteint son terminus nord situé au quai de Bear Cove. Le traversier permet de relier l'endroit à Namu et à Prince Rupert. 

## Intersections majeures
| District régional                                                              | Ville          | km     | Sortie                                                             | Destinations                                                                      | Notes                                                              |
| ------------------------------------------------------------------------------ | -------------- | ------ | ------------------------------------------------------------------ | --------------------------------------------------------------------------------- | ------------------------------------------------------------------ |
| Nanaimo                                                                        | Nanaimo        | 0,00   | Quai de Duke Point – BC Ferries vers Tsawwassen                    | Quai de Duke Point – BC Ferries vers Tsawwassen                                   | Quai de Duke Point – BC Ferries vers Tsawwassen                    |
| Nanaimo                                                                        | Cedar          | 4,26   | (4)                                                                | Maughan Road – Duke Point Industrial Park                                         | Échangeur; sortie direction sud, entrée direction nord             |
| Nanaimo                                                                        | Nanaimo        | 8,03   | 7                                                                  | BC-1 sud – Aéroport, Victoria                                                     | Terminus sud du multiplex avec la BC-1                             |
| Nanaimo                                                                        | Nanaimo        | 9,97   | 9                                                                  | BC-1 nord / Cedar Road – Centre-ville, Departure Bay, Vancouver                   | Terminus nord du multiplex avec la BC-1                            |
| Nanaimo                                                                        | Nanaimo        | 9,97   | Terminus sud de la Nanaimo Parkway                                 |                                                                                   |                                                                    |
| Nanaimo                                                                        | Nanaimo        | 16,49  | 16                                                                 | College Drive / Fifth Street – Université de l'Île de Vancouver                   | Intersection à niveau                                              |
| Nanaimo                                                                        | Nanaimo        | 18,45  | 18                                                                 | Jingle Pot Road                                                                   | Intersection à niveau                                              |
| Nanaimo                                                                        | Nanaimo        | 21,34  | 21                                                                 | Northfield Road                                                                   | Intersection à niveau                                              |
| Nanaimo                                                                        | Nanaimo        | 24,55  | 24                                                                 | Jingle Pot Road / Mostar Road                                                     | Intersection à niveau                                              |
| Nanaimo                                                                        | Nanaimo        | 28,17  | 28                                                                 | Aulds Road                                                                        | Intersection à niveau                                              |
| Nanaimo                                                                        | Nanaimo        | 28,60  | (28B)                                                              | Mary Ellen Drive                                                                  | Entrée / sortie directes en direction nord                         |
| Nanaimo                                                                        | Nanaimo        | 29,11  | 29                                                                 | BC-19A sud vers BC-1 – Departure Bay, Vancouver                                   | Sortie direction sud, entrée direction nord; intersection à niveau |
| Nanaimo                                                                        | Nanaimo        | 29,11  | Terminus nord de la Nanaimo Parkway                                |                                                                                   |                                                                    |
| Nanaimo                                                                        | Parksville     | 46,19  | 46                                                                 | BC-19A nord (Oceanside Route)                                                     | Échangeur                                                          |
| Nanaimo                                                                        | Parksville     | 46,19  | Terminus sud de la Inland Island Highway                           |                                                                                   |                                                                    |
| Nanaimo                                                                        | Parksville     | 51,75  | 51                                                                 | BC-4A ouest / Alberni Highway – Coombs                                            | Échangeur; terminus est de la BC-4A                                |
| Nanaimo                                                                        | Qualicum Beach | 60,71  | 60                                                                 | BC-4 ouest / Memorial Avenue – Port Alberni                                       | Échangeur; terminus est de la BC-4                                 |
| Nanaimo                                                                        |                | 75,15  | 75                                                                 | Horne Lake Road – Qualicum Bay, Bowser                                            | Intersection à niveau                                              |
| Comox Valley                                                                   |                | 87,25  | 87                                                                 | Cook Creek Road – Deep Bay, Fanny Bay                                             | Intersection à niveau                                              |
| Comox Valley                                                                   | 101,08         | 101    | Buckley Bay Road – Buckley Bay, Union Bay, Royston                 | Échangeur; accès au traversier vers Île Denman / Île Hornby                       |                                                                    |
| Comox Valley                                                                   | Cumberland     | 117,80 | 117                                                                | Comox Valley Parkway – Courtenay, Comox, BFC Comox, Traversier                    | Échangeur; traversier vers Powell River                            |
| Comox Valley                                                                   |                | 127,27 | 127                                                                | Piercy Road – Courtenay, Comox                                                    | Intersection à niveau                                              |
| Comox Valley                                                                   | 130,88         | 130    | Dove Creek Road / Strathcona Parkway – Mont Washington             | Intersection à niveau                                                             |                                                                    |
| Comox Valley                                                                   | 144,10         | 144    | Hamm Road – Black Creek                                            | Intersection à niveau                                                             |                                                                    |
| Strathcona                                                                     | Campbell River | 161,36 | 161                                                                | Jubilee Parkway – Aéroport                                                        | Intersection à niveau                                              |
| Strathcona                                                                     | Campbell River | 167,96 | 167                                                                | Willis Road                                                                       | Intersection à niveau                                              |
| Strathcona                                                                     | Campbell River | 170,43 | (169)                                                              | BC-28 ouest / BC-19A sud (Oceanside Route) – Gold River, Centre-ville, Île Quadra |                                                                    |
| Strathcona                                                                     | Campbell River | 170,43 | Terminus nord de la Inland Island Highway                          |                                                                                   |                                                                    |
| Mount Waddington                                                               | Port McNeill   | 363,08 |                                                                    | Campbell Way – Alert Bay, Sointula                                                |                                                                    |
| Mount Waddington                                                               |                | 382,69 |                                                                    | BC-30 ouest – Port Alice                                                          | Terminus est de la BC-30                                           |
| Mount Waddington                                                               | Port Hardy     | 398,98 |                                                                    | Douglas Street – Port Hardy                                                       |                                                                    |
| Mount Waddington                                                               | Port Hardy     | 403,63 | Quai de Bear Cove – BC Ferries vers Central Coast et Prince Rupert | Quai de Bear Cove – BC Ferries vers Central Coast et Prince Rupert                | Quai de Bear Cove – BC Ferries vers Central Coast et Prince Rupert |
| - Terminus de multiplex - Accès incomplet - Accès payant - Transition de route |                |        |                                                                    |                                                                                   |                                                                    |